# Carrodano
Carrodano är en ort och kommun i provinsen La Spezia i regionen Ligurien i Italien. Kommunen hade 487 invånare (2018).